# BG 빠툼 유나이티드 FC

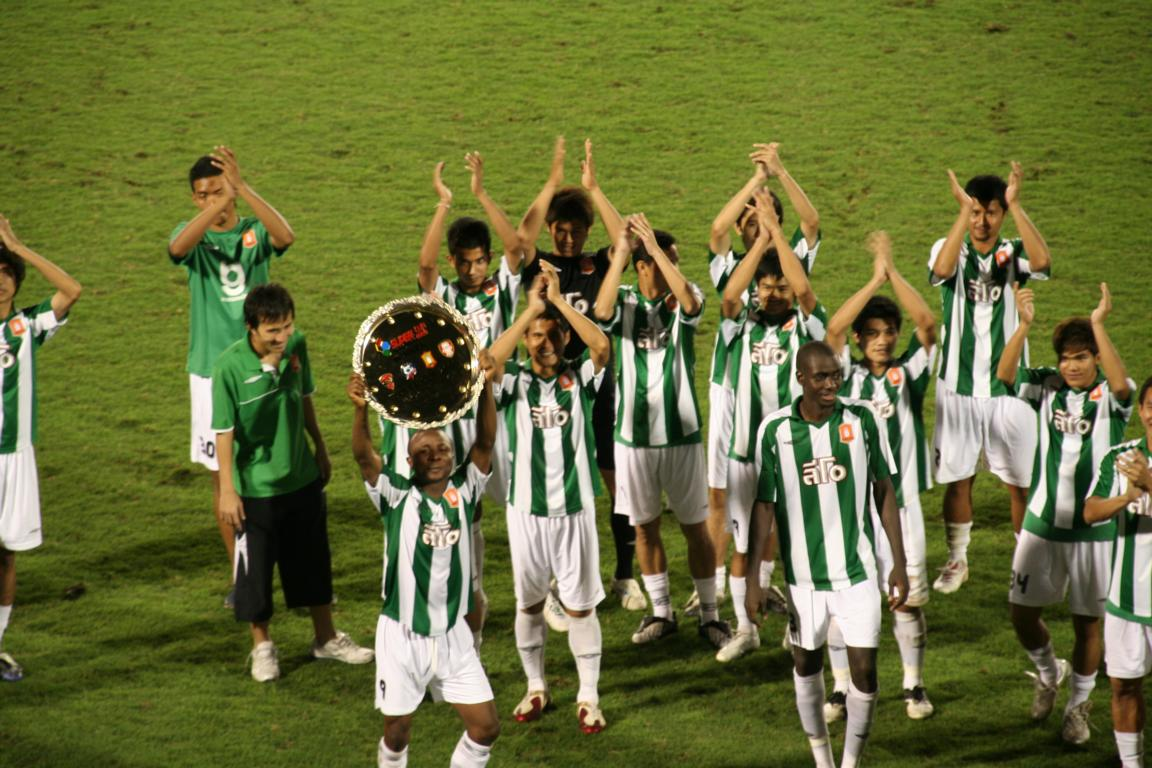
2009년 타이 슈퍼컵에서 우승을 차지한 방콕 글라스 FC

BG 빠툼 유나이티드 FC(태국어: สโมสรฟุตบอลบีจี ปทุม ยูไนเต็ด, 영어: BG Pathum United Football Club)는 빠툼타니 주를 연고로 하는 태국의 축구 클럽이다. 현재 타이 리그 1에 참가하고 있다. 본래 방콕 글라스 그룹에 의해 운영되어, 방콕 글라스 FC라는 명칭을 사용했으나, 2019 시즌을 앞두고 BG 빠툼 유나이티드 FC로 명칭을 변경하였다.
2006년에 창단 했으며 창단 당시에는 태국의 4부 축구 리그인 코르 로얄컵에 참가했다. 2009년 1월 끄룽타이 은행 FC를 인수하면서 타이 프리미어리그로 승격되었다.

## 성적

### 태국 국내 대회
- 태국 슈퍼컵: 우승 1회 (2009)
- 퀸스컵: 우승 1회 (2010)
- 코르 로얄컵: 준우승 1회 (2008)
- 응오르 로얄컵: 준우승 1회 (2007)

### 국제 대회
- 싱가포르 컵: 우승 1회 (2010), 준우승 1회 (2009)

## 선수 명단

### 현역
Note 1: Players who are AFC Champions League-quota foreign players are listed in bold.
참고: FIFA 자격 규정에 따라 소속된 국가대표팀 국기를 표시합니다. 선수는 복수의 FIFA 비회원국 국적을 가지고 있을 수 있습니다.
| 번호 | 포지션 | 국적 | 이름      |
| ---- | ------ | ---- | --------- |
| 6    | MF     |      | 사랏 유옌 |

| 번호 | 포지션 | 국적 | 이름            |
| ---- | ------ | ---- | --------------- |
| 17   | MF     |      | 노쓰다 가쿠토   |
| 18   | MF     |      | 차나팁 송끄라신 |

## 역대 감독
| 감독                          | 임기        |
| ----------------------------- | ----------- |
| 오렐리오 비드마               | 2016 ~ 2017 |
| 오렐리오 비드마               | 2021        |
| 데구라모리 마코토             | 2022        |
| 수라차이 자투라파타라퐁(임시) | 2022        |
| 데구라모리 마코토             | 2023 ~ 2024 |
| 수라차이 자투라파타라퐁       | 2024 ~      |